# Ребане, Альфред Артурович
Альфред Артурович Ребане (эст. Alfred Rebane; 9 июля 1902, Сууре-Яани, Феллинский уезд, Лифляндская губерния, Российская империя (ныне Вильяндиского уезда Эстонии) — 29 декабря 1986, Таллин) — эстонский советский актёр и режиссёр, театральный педагог. Народный артист Эстонской ССР (1960). Лауреат Премии Советской Эстонии (1950).

## Биография
В 1922 году окончил военное училище, до 1934 года служил в бронетанковой бригаде, когда был уволен с действительной службы. Затем служил руководителем физического воспитания в учебных заведениях Вооружённых сил Эстонии.
Дебютировал на театральной сцене в 1922 году в непрофессиональном театре общества Валга Садэ в г. Валга.
До 1934 года совмещал работу в любительских и полупрофессиональных провинциальных театрах с военной службой и с преподавательской деятельностью.
В 1934 г. вступил в труппу театра «Ванемуйне» (Тарту). В 1935 г. перешёл в Таллинский драматический театр, в 1936 г. — в таллинский Рабочий театр.
В годы Великой Отечественной войны работал в Эстонском художественном ансамбле в эвакуации (Ярославль, 1942—1944). С 1944 года — актёр и режиссёр Театра им. Кингисеппа в Таллине (ныне Эстонский драматический театр).
С 1946 года одновременно преподавал актёрское мастерство в Государственном театральном институте Эстонской ССР.
В 1950—1952 годах — главный режиссёр Театра им. Кингисеппа в Таллине. Поставил в Театре им. Кингисеппа спектакли: «Горе от ума» (1948), «Глубокая разведка» Крона (1949), «Недоросль» (1951), «На грани дня и ночи» Якобсона (1951).
Снимался в кино.
Похоронен на Лесном кладбище в Таллине.

## Избранные театральные роли
- Егор Булычов («Егор Булычов и другие» Максима Горького);
- Капрал («На задворках» О. Лутса),
- Рыбаков («Кремлёвские куранты» Н. Погодина) и др.

## Избранная фильмография
- 1955 — Михайло Ломоносов — Иван Данилович Шумахер
- 1956 — На задворках / Tagahoovis — капрал (дублировал С.Гусев)
- 1956 — Триста лет тому… — Стефан Потоцкий, коронный гетьман Польши
- 1964 — Ракеты не должны взлететь — эпизод
- 1965 — Война и мир — австрийский генерал
- 1965 — Холодная земля / Külmale maale — судья
- 1967 — Венская почтовая марка / Viini postmark — Тонис Юппи (дублировал Владимир Балашов)
- 1967 — Взорванный ад — гестаповец
- 1969 – Гладиатор – пастор Ярв
- 1970 — Украденный поезд — немецкий посол
- 1970 — Между тремя поветриями / Kolme katku vahel — эпизод

## Награды
- 1950 — Премия Советской Эстонии
- 1956 — Орден «Знак Почёта»[1]
- 1957 — Заслуженный артист Эстонской ССР
- 1960 — Народный артист Эстонской ССР